# NGC 4435
NGC 4435 és una galàxia lenticular barrada situada a la constel·lació de la Verge a aproximadament 36 milions d'anys llum de la Via Làctia. Va ser descoberta per l'astrònom germano-britànic William Herschel l'any 1784.

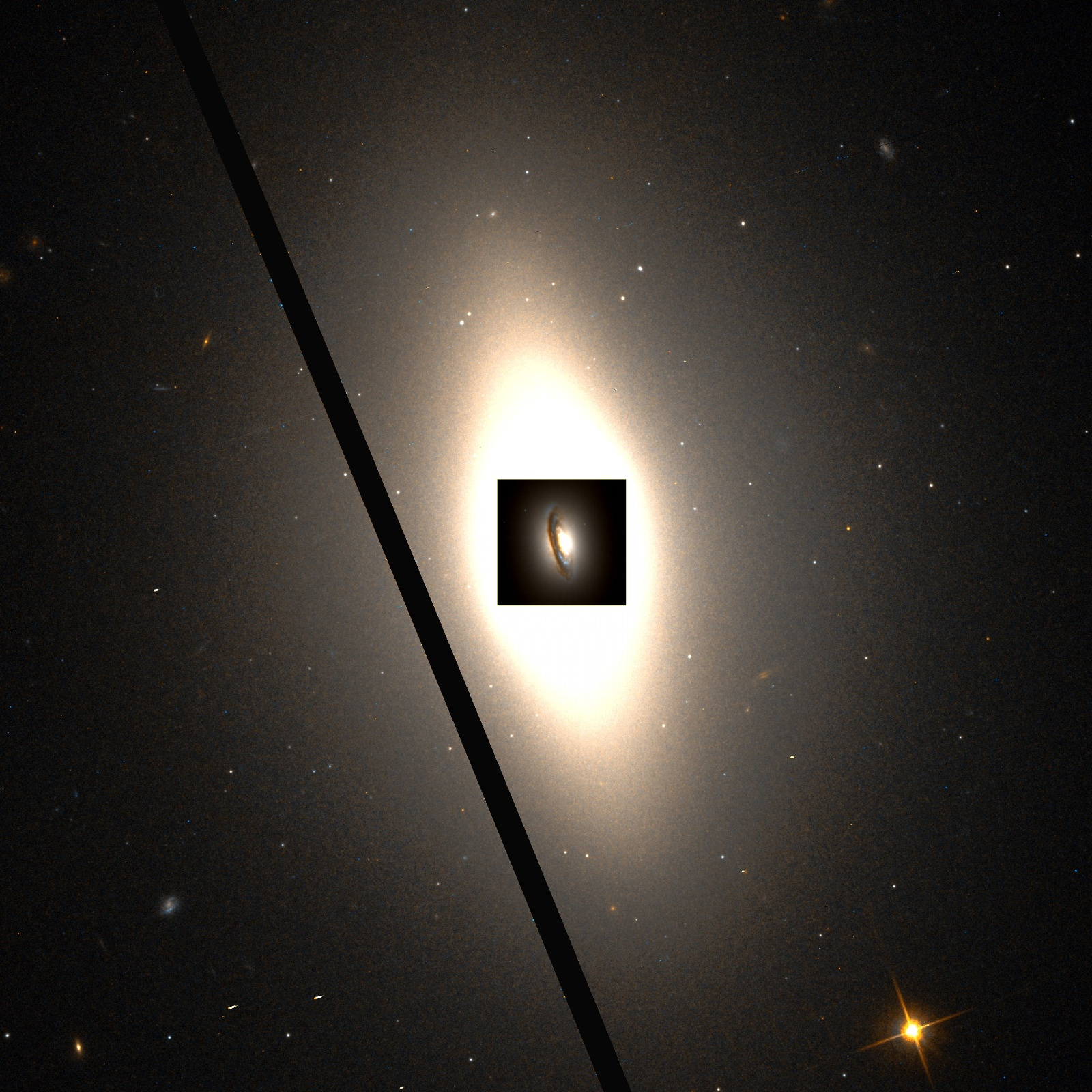
Aquesta imatge presa amb dades capturades pel telescopi espacial Hubble mostra un anell de pols que envolta el nucli de la galàxia NGC 4435.

NGC 4435 conté regions d’hidrogen ionitzat. A més, és una galàxia LINER, és a dir, una galàxia el nucli del qual presenta un espectre d’emissió caracteritzat per línies àmplies d’àtoms dèbilment ionitzats.

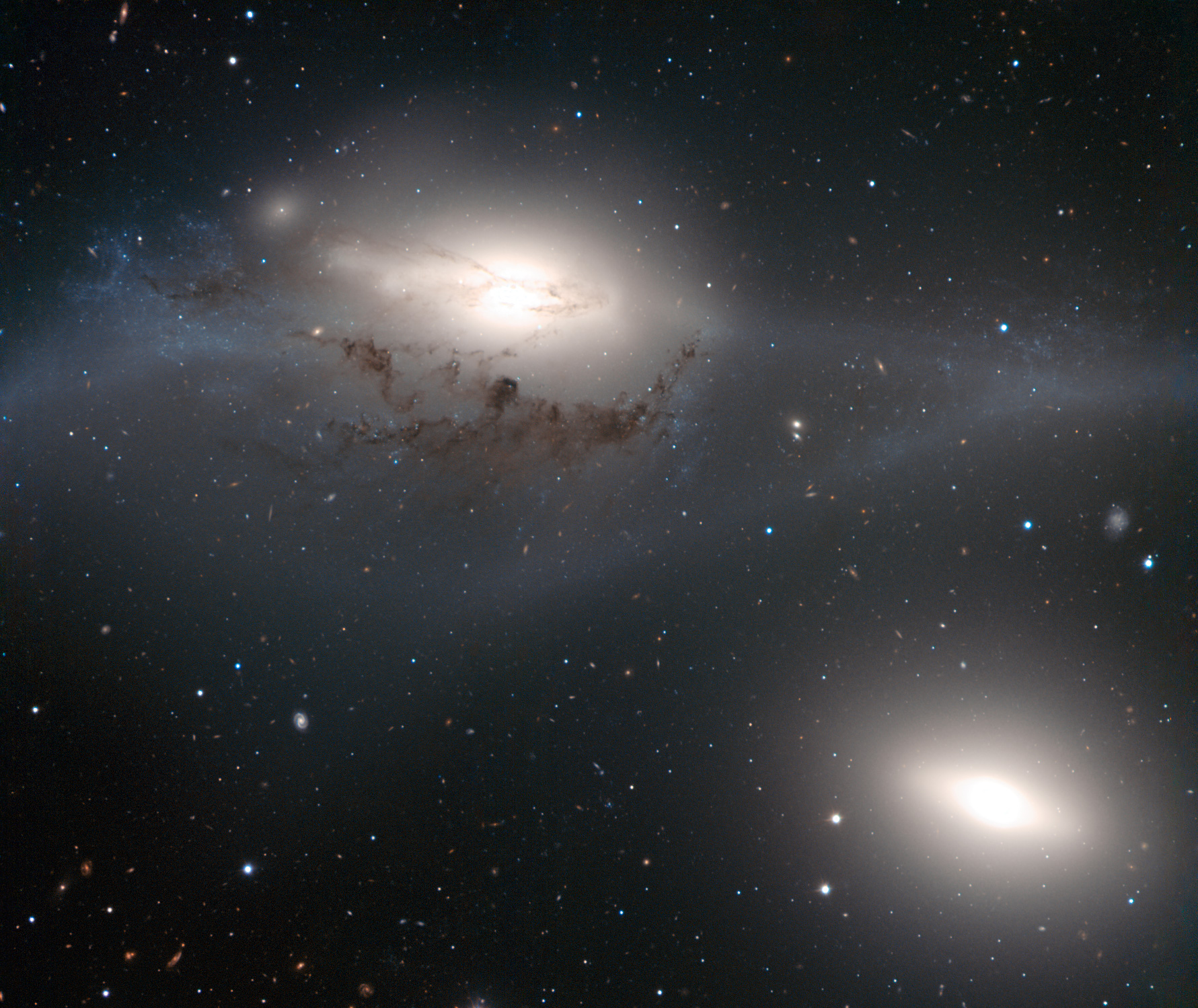
NGC 4435 i NGC 4438, els ulls de Markarian. (Telescopi espacial Hubble)

NGC 4435 i NGC 4438 són dues galàxies en interacció gravitacional i figuren a l'atles de les galàxies particulars de Halton Arp sota la quota Arp 120. Estan també inscrites al catàleg astronòmic galàxies interactives Vorontsov-Veliamínov de Borís Vorontsov-Veliamínov sota la designació VV 188. Aquestes dues galàxies formen part de la cadena Markarian i se'ls ha donat el nom dels Ulls de Markarian o Galàxies dels Ulls.
Diverses mesures no basades en el desplaçament cap al roig (redshift) donen una distància de 17,007 ± 5,029 (∼55,5 milions d'anys llum), la qual cosa és a l'exterior de les distàncies calculades emprant el valor del desplaçament.

## Forat negre supermassiu
Segons un estudi publicat l'any 2009 i basat en la velocitat interna de la galàxia mesurada pel telescopi espacial Hubble, la massa del forat negre supermassiu al centre d'NGC 4435 seria compresa entre 16 i 48 milions de masses solars
Segons un altre estudi realitzat per Alister Graham entre 76 galàxies el 2008, el bulb central d'NGC 4041 conté un forat negre supermassiu la massa del qual s'estima en menys de 7,5 milions de masses solars. L'autor destaca que pot no haver-hi un forat negre al centre d'aquesta galàxia.

## Cúmuls globulars
Segons un estudi publicat el 2008 i basat en observacions fetes amb el telescopi espacial Hubble, el nombre d’agrupacions globulars a NGC 4435 (VCC 1030 a l’article) s’estima en 345 ± 80.

## NGC 4435, la Cadena Markarian i les galàxies circumdants

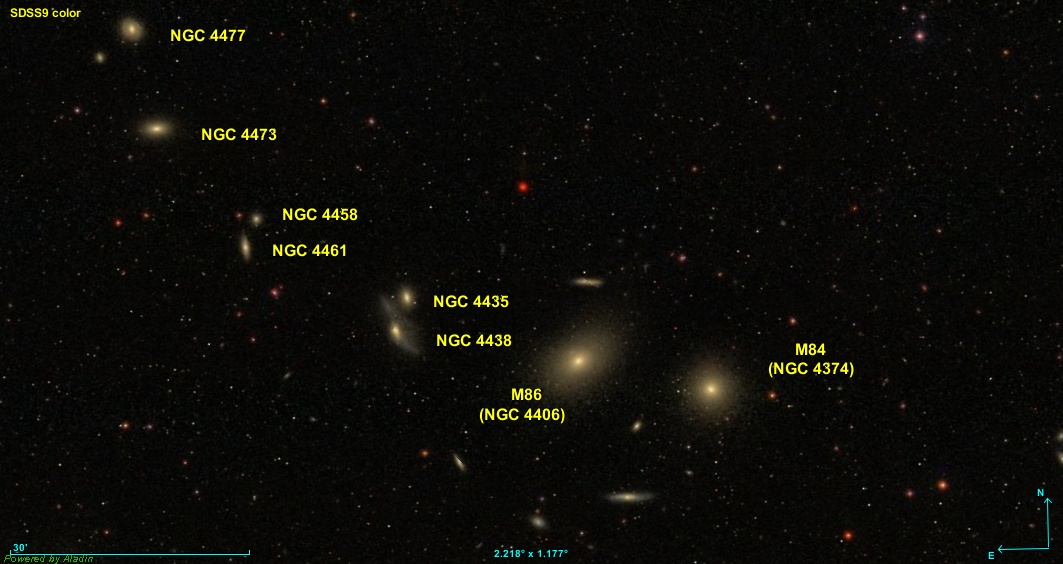
Les vuit galàxies de la cadena Markarian

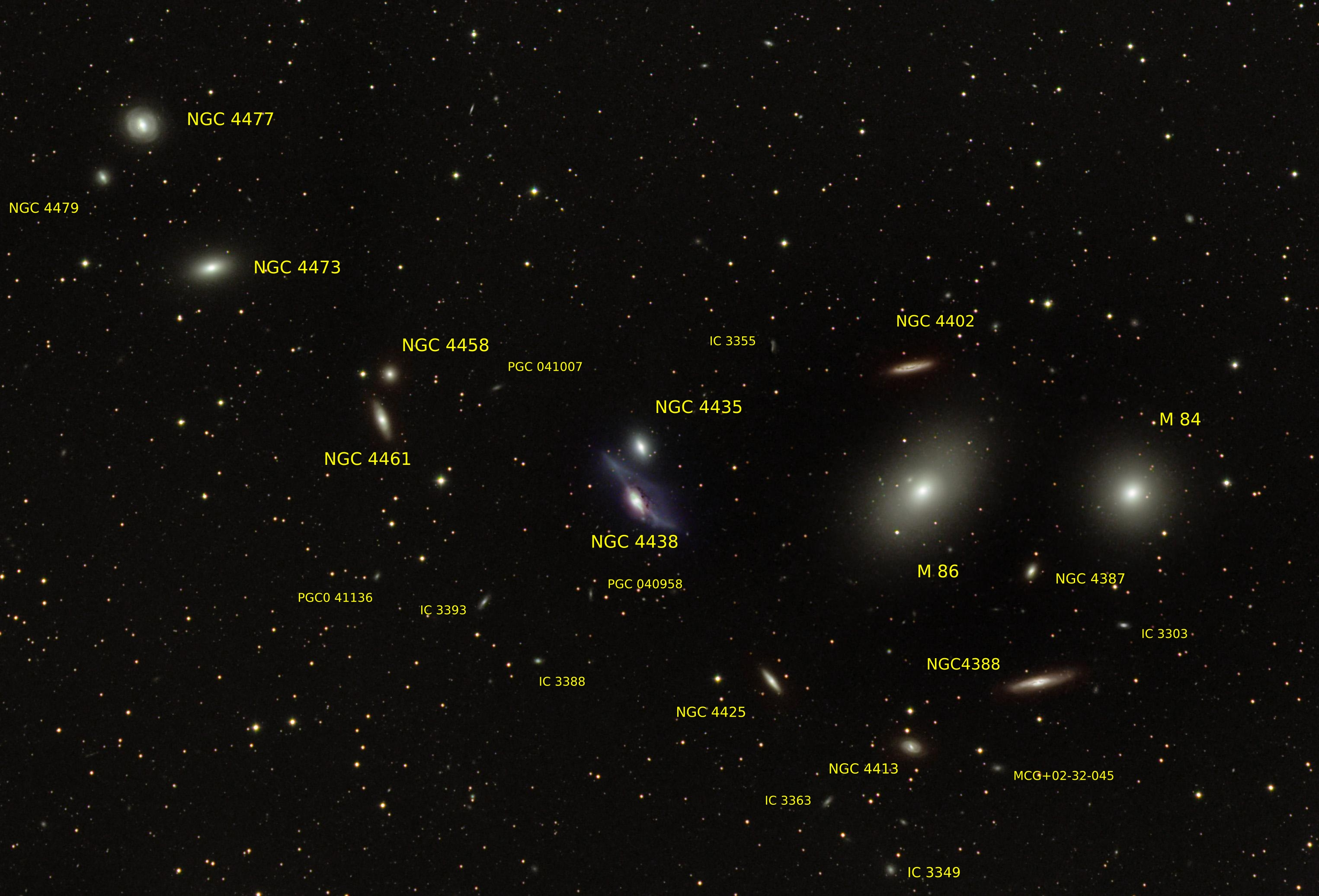
Diverses galàxies que no formen part de la cadena Markarian es troben a prop. Algunes d’aquestes galàxies formen part del cúmul de la Verge.

NGC 4435 és una de les vuit galàxies de la cadena Markarian descoberta per l'astrònom armeni soviètic Benjamin Markarian. Aquestes galàxies estan disposades sobre un arc de cercle entre diverses galàxies. Markarian va descobrir que presentaven un moviment comú.

## Grups d'M49, M60 i el cúmul de la Verge
Segons A.M. Garcia, NGC 4435 és una de les nombroses galàxies del grup d'M49 (127 en total), que ha descrit en un article publicat l'any 1993. En aquesta llista trobem 63 galàxies del New General Catalogue incloses NGC 4382 (M85), NGC 4472 (M49), NGC 4649 (M60) així com 20 galàxies de l'Index Catalogue.
D'altra banda, NGC 4435 també apareix en una llista de 227 galàxies d'un article publicat per Abraham Mahtessian el 1998. Aquesta llista inclou més de 200 galàxies del New General Catalogue i una quinzena de galàxies de l'Index Catalogue. Trobem en aquesta llista altres 10 galàxies del catàleg Messier, és a dir, M49, M58, M60, M61, M85, M87, M88, M91, M99 i M100.
No totes les galàxies de la llista mahtessiana constitueixen realment un grup de galàxies. Més aviat, diversos grups de galàxies formen part d'un cúmul de galàxies, el cúmul de la Verge. Per evitar confusions amb el cúmul de la Verge, hom pot donar el nom de grup d'M60 a aquest conjunt de galàxies, perquè és una de les més brillants de la llista. El cúmul de Verge és de fet molt més gran i sumaria al voltant de 1.300 galàxies i possiblement més de 2.000., situats al cor del supercúmul de la Verge, del que forma part el grup Local,.
Moltes galàxies de la llista mahtessiana es troben en onze grups descrits en un article de A.M. Garcia, ja siga el grup d'NGC 4123 (7 galàxies), el grup d'NGC 4261 (13 galàxies), el grup d'NGC 4235 (29 galàxies), el grup d'M88 (13 galàxies, M88 = NGC 4501), el grup d'NGC 4461 (9 galàxies), el grup d'M61 (32 galàxies, M61 = NGC 4303), el grup d'NGC 4442 (13 galàxies), el grup d'M87 (96 galàxies, M87 = NGC 4486), el grup d'M49 (127 galàxies, M49 = NGC 4472), el grup d'NGC 4535 (14 galàxies) i el grup d'NGC 4753 (15 galàxies). Aquests onze grups formen part del cúmul de la Verge i contenen 396 galàxies. Tot i això, algunes galàxies de la llista mahtessiana no apareixen en cap dels grups de Garcia i viceversa.